# Стычновское сельское поселение
Стычновское сельское поселение — муниципальное образование в Константиновском районе Ростовской области.
Административный центр поселения — посёлок Стычновский.

## Административное Устройство
В состав Стычновского сельского поселения входят:
- посёлок Стычновский;
- посёлок Белоковыльный;
- хутор Вифлянцев;
- хутор Ермилов;
- хутор Кондаков;
- хутор Кухтачев;
- посёлок Новострепетный;
- посёлок Отноженский;
- посёлок Старовязовский.

## Население
| 2010 | 2012  | 2013  | 2014  | 2015  | 2016  | 2017  |
| ---- | ----- | ----- | ----- | ----- | ----- | ----- |
| 1216 | ↘1198 | ↘1134 | ↘1101 | ↘1079 | ↘1071 | ↘1034 |
| 2018 | 2019  | 2020  | 2021  |       |       |       |
| ↘976 | ↘951  | ↘942  | ↘906  |       |       |       |